# Карабачин
Карабачи́н (укр. Карабачин) (в древности — Пуково, Пухов) — село на Украине, впервые упоминается в 1510 году, находится в Брусиловском районе Житомирской области.
Код КОАТУУ — 1820982001. Население по переписи 2001 года составляет 309 человек. Почтовый индекс — 12622. Телефонный код — 4162. Занимает площадь 2,431 км².

## Известные уроженцы и жители
- Шидловский, Андрей Петрович (1818—1892) — российский астроном и геодезист, педагог, профессор.

## Адрес местного совета
12622, Житомирская область, Брусиловский р-н, с.Карабачин, ул.Шевченко, 1